# Балик (село)
Балик (болг. Балик) — село в Болгарии. Находится в Добричской области, входит в общину Тервел. Население составляет 262 человека.

## Политическая ситуация
В местном кметстве Балик, в состав которого входит Балик, должность кмета (старосты) исполняет Джемалдин Ниязи Ахмед (Движение за права и свободы (ДПС)) по результатам выборов.
Кмет (мэр) общины Тервел — Живко Жеков Георгиев (Болгарская социалистическая партия (БСП)) по результатам выборов.